# بيل مورلي (لاعب كرة قاعدة)
بيل مورلي (بالإنجليزية: Bill Morley)‏ هو لاعب كرة قاعدة أمريكي، ولد في 23 يناير 1890 في هولاند في الولايات المتحدة، وتوفي في 14 مايو 1985 في لوبوك في الولايات المتحدة.

## وصلات خارجية
- بيل مورلي على موقعبيزبول رفرنس.كوم (الدوري الرئيسي) (الإنجليزية)
- بيل مورلي على موقعبيزبول رفرنس.كوم (الدوري الثانوي) (الإنجليزية)